# Kyösti Karjalainen
Kyösti Tapani Karjalainen, född 19 juni 1967 i Gävle, Sverige, är en tidigare ishockeyforward från Finland. Han draftades av Los Angeles Kings i sjunde omgången, totalt 132:a, vid NHL Entry Draft 1987. Han spelade 28 grundseriematcher och tre slutspelsmatcher md Los Angeles Kings säsongen 1991/1992.